# Doris Payne
Doris Payne tên đầy đủ là Doris Marie Payne nổi tiếng với biệt danh siêu trộm nữ trang quốc tế. Trong hơn 70 năm "hành nghề", Payne đã thực hiện gần 1.800 vụ trộm cắp, tất cả đều là đồ trang sức, kiếm được hơn 2 triệu USD nhưng theo Cục điều tra liên bang Mỹ, nếu tính giá trị đồng đôla Mỹ từ năm 1946 - năm Payne thực hiện vụ trộm đầu tiên đến năm 2017 thì nó phải hơn 90 triệu USD.

## Tiểu sử
Doris Payne sinh tại hạt Slab Fork, bangWest Virginia, Hoa Kỳ, là con gái của một phụ nữ da đỏ thuộc tộc người Cherokee, còn cha cô là người Mỹ gốc Phi, mù chữ. Ngay từ nhỏ, Payne đã chứng kiến những trận đòn tàn bạo mà cha cô dành cho mẹ cô. Sự bạo hành ấy đã khiến Payne có ác cảm rất sâu sắc về đàn ông.

## Quá trình phạm tội
Trong 70 năm "hành nghề", Payne có 23 cái tên, 9 hộ chiếu, 5 số an sinh xã hội cùng một danh sách dài các lệnh truy nã của Interpol và một hồ sơ phạm tội dài 20 trang. Địa bàn hoạt động không ở Hoa Kỳ mà còn ở Pháp, Anh, Hà Lan, Italia, Nhật Bản.
Ý định chọn nghề trộm cắp trang sức nảy sinh trong đầu Payne trong một lần đi xem đồng hồ với bạn sau khi được mẹ hứa tặng đồng hồ đeo tay nếu đạt điểm A. Lúc Payne và bạn đang xem hàng thì người bán hàng vội xua hai cô gái da màu ra ngoài để quay sang tiếp một khách hàng da trắng vừa bước vào. Payne đã đi ra phía cửa mà người bán hàng không hay biết là chiếc đồng hồ vàng nhỏ vẫn đeo trên cổ tay cô. Mặc dù lần đó Payne đã trả lại chiếc đồng hồ nhưng cô nhận thấy mình có thể bỏ đi với chiến lợi phẩm một cách rất dễ dàng.
Khi Payne 16 tuổi, tình trạng hôn nhân của mẹ cô càng lúc càng tồi tệ. Payne tự nhận thấy mình có tài đánh lạc hướng người khác và cô ta đã rèn giũa kỹ năng này nhuần nhuyễn trong vài năm trước khi bắt đầu hành nghề lúc 20 tuổi. Mục đích là để giúp mẹ thoát khỏi người chồng lạm dụng.  Một sáng chủ nhật, Payne lên xe bus đến thành phố Pittsburgh. Tại một cửa hàng bán nữ trang, Payne đề nghị nhân viên bán hàng cho cô xem cùng lúc cả chục chiếc nhẫn kim cương, chiếc nọ nối tiếp chiếc kia. Sau khi xem xong, Payne cảm ơn rồi trả lại nhưng cô đã khéo léo nhét một chiếc nhẫn vào lưng váy. Chiếc nhẫn ấy, Payne bán được 1.250USD (tương đương 250.000USD hiện nay). Payne đưa hết cho mẹ của mình, bảo bà trốn về quê hương của bà ở bang South Dakota, dùng số tiền ấy làm lại cuộc đời. Cũng kể từ đó, Payne bỏ nhà ra đi rồi chẳng bao giờ còn gặp lại mẹ nữa.
Từ đó, Payne dần dần trộm nữ trang trong những cửa hàng bình dân rồi đến các cửa hàng nữ trang đắt tiền.
Năm 1952, Payne bị bắt lần thứ nhất. Tại một tiệm kim hoàn ở Monte Carlo, Công quốc Monaco. Vì chiếc nhẫn quá đặc biệt nên nhân viên cửa hàng phát hiện ngay khi Payne ra khỏi cửa. Bị cảnh sát Monaco bắt lúc vừa đến sân bay để về New York nhưng cảnh sát lại không tìm thấy chiếc nhẫn trong người Payne cũng như trong hành lý của cô. Ở buồng giam, Payne cạy viên kim cương 10 carat ra khỏi vỏ nhẫn, ném vỏ nhẫn vào bồn cầu còn viên kim cương thì cô giấu vào một cái lỗ được thiết kế rất khéo léo trong khóa thắt lưng. Được tha sau 9 tháng vì không đủ bằng chứng, Payne bán viên kim cương ở New York với giá 148.000USD trong lúc cả chiếc nhẫn có giá 500.000USD.
Năm 1980, Payne - lúc này 50 tuổi - bị bắt lần thứ hai ở bang Ohio khi lấy cắp một chiếc nhẫn ở cửa hàng trang sức King's Crown. Bị tạm giam và trong lúc chờ ra tòa, Payne khai ốm để được cho đi bệnh viện. Nằm điều trị chưa đầy 1 ngày, đến nửa đêm Payne trốn thoát.
Liên tiếp 10 năm sau đó, Payne thực hiện trót lọt hàng nghìn vụ trộm. Ngày 22 tháng 1 năm 2010, Payne bị bắt tại cửa hàng Saks nằm trên Đại lộ thứ Năm, hạt Costa Mesa, California vì một lý do rất ngớ ngẩn. Lúc bước vào cửa hàng này, Payne đã không cưỡng nổi trước vẻ đẹp của chiếc áo khoác hiệu Burberry mặc dù bà thừa tiền để mua nó vì nó chỉ có giá 1.300USD nhưng Payne lại mặc nó vào và thản nhiên ra cửa. Bị phát hiện vì trong áo có gắn chip theo dõi, nữ quái bị tạm giam 2 tiếng rồi được trả tự do sau khi đã nộp 500 USD tiền phạt.
Vào tháng 1 năm 2011, ở tuổi 81, Payne bị tòa án thành phố San Diego, bang California tuyên phạt 16 tháng tù vì ăn cắp một chiếc nhẫn kim cương 1 cara.
Cuối tháng 5 năm 2012, sau 16 tháng thụ án, Payne được thả.
Ngày 29 tháng 10 năm 2013, Payne lại bị bắt vì ăn cắp một chiếc nhẫn kim cương trị giá 22.500 USD ở Palm Desert, bang California. Payne nhận tội và bị kết án 2 năm tù cùng 2 năm quản chế, cấm không được đặt chân vào các cửa hàng trang sức. Tuy nhiên, sau ba tháng nằm trong trại giam, Payne được thả vì nhà tù quá đông, không đủ chỗ chứa. Trước khi thả, cảnh sát đeo vào chân Payne một chiếc vòng theo dõi, liên tục tuyền tín hiệu về Sở Cảnh sát Palm Desert để có thể quản lý Payne.
Ngày 11 tháng 7 năm 2015, Payne lấy cắp trót lọt một nhẫn kim cương trị giá 33.000 USD ở thành phố Charlotte, North Carolina, chiếc vòng theo dõi lại mất tín hiệu khiến cảnh sát không thể buộc tội Payne. Tuy nhiên lần này, Cục Điều tra Liên bang bắt đầu đặt nghi vấn về Payne. Tìm kiếm trong hồ sơ tàng thư, FBI thấy một tấm hình của Payne, do Sở Cảnh sát thành phố Cleveland, bang Ohio chụp ngày 18 tháng 5 năm 1965 vì nghi ngờ Payne có liên quan đến vụ mất cắp tại một cửa hàng nữ trang vàng bạc trong thành phố. Tiến hành gửi hình ảnh và thông báo đến tất cả các sở sảnh sát trên toàn quốc, FBI nhận được một số phản hồi, tình nghi Payne là thủ phạm của những vụ trộm cắp nữ trang xảy ra tại địa phương họ.
Ngày 23 tháng 1 năm 2017, Payne trộm thành công một đôi bông tai kim cương của nhà sản xuất thời trang Christian Dior, trị giá 96.000 USD tại một cửa hàng nữ trang ở Atlanta, Georgia. Cũng như lần trước, chiếc vòng theo dõi cũng mất tín hiệu. Sau này, các kỹ thuật viên của FBI mới biết nếu người đeo vòng đến những nơi phát ra từ tính thì tín hiệu của vòng sẽ bị từ tính phá hủy, mà cửa hàng nữ trang ở Atlanta lại nằm trên một đường tàu điện ngầm, nơi phát ra từ tính rất mạnh.
Ngày 17 tháng 7 năm 2017, Payne bị bắt khi vừa ăn cắp một nhẫn bạc, giá chỉ có 86,22 USD ở cửa hàng Walmart. Chiếc vòng kiểm tra ở cổ chân Payne đã gửi tín hiệu về sở cảnh sát nên chẳng khó khăn gì trong việc xác định Payne là thủ phạm vì thời điểm xảy ra vụ mất cắp, tín hiệu cho thấy Payne đang có mặt ở nơi này. Tuy nhiên, tuổi tác đã cứu Payne. Bà chỉ bị giam 2 tháng rồi được thả những vẫn phải đeo vòng kiểm tra, đã thiết kế lại để chống từ tính.
Cảnh sát đã khám xét chỗ ở của bà nhưng không tìm ra bất cứ một thứ tài sản nào đáng giá, Payne cũng chẳng có tài khoản trong ngân hàng.

## Trong văn hóa
Năm 2013, cuộc đời của siêu trộm Payne được dựng thành bộ phim tài liệu "The Life and Crimes of Doris Payne". Bộ phim khắc họa Payne là một người nổi loạn chống lại định kiến xã hội và thực hiện một phiên bản giấc mơ Mỹ của riêng mình. Trong phim có các cuộc phỏng vấn với Doris Payne, con gái và con trai, bạn thân thời thơ ấu và các nhân viên thực thi pháp luật. Trong phim tài liệu, Payne chia sẻ: "Chưa bao giờ có một ngày nào tôi ra ngoài để ăn cắp mà lại không lấy được thứ mình muốn. Tôi không hối hận chút nào về việc ăn cắp trang sức. Tôi chỉ tiếc vì bị bắt".
Trong chương trình What Would You Do? có một nhân vật dựa trên Doris Payne.
Một bộ phim về cuộc đời của Payne đang được Codeblack Films phát triển. Nữ diễn viên Tessa Thompson sẽ đóng vai Payne trong phim.

## Những nguồn khác
- "80-year-old international jewel thief Doris Payne to be jailed for 'charming' Macy's raid". Daily Mail. ngày 14 tháng 1 năm 2011. Truy cập ngày 6 tháng 11 năm 2013.
- "International Jewelry Thief Talks To 10News". 10News.com. ngày 22 tháng 1 năm 2011. Bản gốc lưu trữ ngày 7 tháng 3 năm 2012. Truy cập ngày 6 tháng 11 năm 2013.
- http://www.nzherald.co.nz/world/news/article.cfm?c_id=2&objectid=10699699 Lưu trữ ngày 22 tháng 1 năm 2011 tại Wayback Machine
- "80-year-old jewel thief faces 5 years in prison". Los Angeles Times. ngày 15 tháng 1 năm 2011. Truy cập ngày 6 tháng 11 năm 2013.